# Нађ
Нађ (мађ. Nágy) је мађарско презиме које преведено на српски значи „Велики“.
Познати са презименом Нађ:
- Алберт Нађ (1974), српски фудбалер
- Антонија Нађ (1986), српска кајакашица на мирним водама
- Имре Нађ (1896—1958), мађарски политичар, премијер Мађарске
- Коста Нађ (1911—1987), шпански борац, генерал ЈНА и народни херој
- Ференц Нађ (1903—1979), мађарски политичар